# هنر مکان‌ویژه

دن فلی‌وین، چیدمان مکان‌ویژه، ۱۹۹۶، مجموعهٔ منیل، هیوستون تگزاس، ایالات متحده آمریکا

هنر مکان‌ویژه (انگلیسی: Site-specific art) یک اثر هنری است که برای قرار گرفتن در مکان خاصی خلق شده‌است. به‌طور معمول، هنرمند هنگام طراحی و خلق اثر، مکان را در نظر می‌گیرد. هنر مکان-ویژه هم توسط هنرمندان بازاری و هم مستقل خلق می‌شود و می‌تواند شامل نمونه‌کارهایی همچون مجسمه‌سازی، «دیوارنگاری با شابلون»، «تعادل سنگ» و دیگر شکل‌های هنر باشد. چیدمان‌ها می‌توانند در فضاهای شهری، موقعیت‌های دوردست طبیعی یا زیر آب باشند.